# Lagoa do Areeiro
A Lagoa do Areeiro é uma lagoa portuguesa, localizada na ilha açoriana de São Miguel, arquipélago dos Açores, no município de Vila Franca do Campo e encontra-se numa cratera de explosão no Pico da Dona Guiomar. numa zona relativamente plana próxima do Monte Escuro.